# Osmanův meč
Osmanův meč (osmanskou turečtinou: Taklid-i Seyf, turecky Osman'ın Kılıcı) byl důležitý symbolický a státnický předmět, využívaný v Osmanské říši během jmenování nového sultána. Meč byl pojmenován po sultánovi Osmanovi I., zakladateli dynastie a říše. 
Pasování mečem Osmana proběhlo vždy za velkých oslav, které se konaly nejpozději 2 týdny po nastoupení nového sultána na trůn. Tato tradice začala už u zakladatele dynastie, Osmana I., kterého pasoval islámským mečem jeho vychovatel Šejk Edebali. Pasování probíhalo v hrobce v Eyüpu, u vodní cesty na Zlatém rohu v tehdejším hlavním městě říše, Istanbulu. I když cesta z paláce Topkapi (sídla osmanských sultánů) ke Zlatému rohu byla krátká, sultán se přepravoval na lodi za velké okázalosti. Hrobka Eyüp byla vybudována sultánem Mehmedem II. na počest Abu Ayyub al-Ansariho, společníka proroka Mohameda, který zemřel při prvním muslimském obléhání Konstantinopole (dnes Istanbul) v 7. století. Meč byl údajně vyroben na posvátném území a Osmané si jej zvolili jako korunovační předmět, jako kdysi údajně prorok Mohamed.
Samotný meč při korunovaci neměl ani tak funkci naznačit, že je dotyčný vládcem, ale především válečníkem. Osmanův meč byl nejdříve použit při korunovaci nového guvernéra provincie Konya, předtím, než byla Konstantinopol dobyta. Samotný Osman I. byl korunován v provincii Konya v roce 1299, poté bylo hlavní sídlo přesunuto do Bursy a nakonec teprve do Konstantinopole, kde se udrželo dodržování této tradice až do rozpadu říše v roce 1922. 
Až do konce 19. století byli nemuslimové trestáni za vstup do mešity Eyüp a narušení ceremoniálu. První, kdo tuto tradici porušil, byl sultán Mehmed V., jehož ceremoniál mohl sledovat kdokoliv bez ohledu na náboženské vyznání. V květnu 1909 zde poté mohli zasedat zastupitelé všech vyznání, která se v říši vyskytovala – Šejch-ul-Islam, řeckokatolický patriarcha, rabín a hlavní zastupitel Arménské apoštolské církve. Protože se události mohli účastnit i nemuslimové, napsal o tom i deník The New York Times rozsáhlý článek, kde se nacházelo vše i s nejmenšími detaily. Bratr Mehmeda V. a jeho nástupce, Mehmed VI. povolil v roce 1918 jeho korunovaci i zfilmovat. Tím, že byl zároveň i posledním sultánem této říše, se stal jediným osmanským sultánem, jehož korunovace byla zaznamenána i na film.